# Logitech seria 'G'

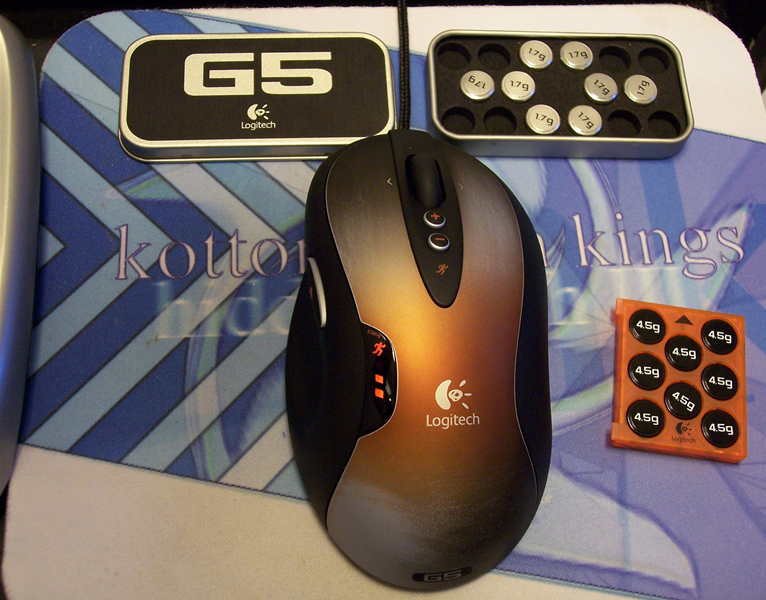
Laserowa mysz Logitech G5, z możliwością zmiany masy.

Logitech seria 'G' – termin określający urządzenia peryferyjne, zaprojektowane specjalne dla gier. W ich skład wchodzą m.in. myszki, klawiatury oraz kontrolery gier (pady). Większość z tych produktów używa szybkich portów USB do łączenia się z komputerem, zamiast złącza PS/2.

## Klawiatury serii ‘G’
- Logitech G11
- Logitech G13, Gameboard
- Logitech G15, podobna do G11, ale z ekranem LCD GamePanel
- Logitech G15 v2, pomarańczowe podświetlenie, inny wygląd
- Logitech G19, z kolorowym wyświetlaczem LCD 320x240 pikseli, możność zmiany koloru podświetlenia, 2 dodatkowe porty USB z tyłu klawiatury
- Logitech G103
- Logitech G105
- Logitech G110, zamiennik dla G11
- Logitech G510, zamiennik dla G15, wyświetlacz LCD GamePanel
- Logitech G510s, wyświetlacz LCD GamePanel
- Logitech G710, mechaniczna
- Logitech G710+, mechaniczna
- Logitech G910 Orion Spark, mechaniczna

## Myszki serii ‘G’
- Logitech G1
- Logitech G3
- Logitech G5
- Logitech G7, bezprzewodowa
- Logitech G9
- Logitech G9x
- Logitech G90
- Logitech G100s
- Logitech G300, optyczna
- Logitech G300s, optyczna
- Logitech G302, MOBA
- Logitech G303
- Logitech G400
- Logitech G400s
- Logitech G402
- Logitech G500
- Logitech G502 PROTEUS CORE, dostosowywalna
- Logitech G600, MMO
- Logitech G602, bezprzewodowa, optyczna
- Logitech G700, bezprzewodowa, laserowa
- Logitech G700s, bezprzewodowa, laserowa

## Kontrolery gier serii ‘G’
- Logitech G25
- Logitech G27 (zamiennik dla G25)
- Logitech G940
- Logitech G29 i bliźniaczy G920
- Logitech G923

## Głośniki serii ‘G’
- Logitech G51

## Zestawy słuchawkowe serii ‘G’
- Logitech G35, pierwszy zestaw obsługujący system dźwiękowy 7.1 zamiast 5.1
- Logitech G330
- Logitech G230, stereo
- Logitech G430, dźwięk 7.1
- Logitech G930, bezprzewodowa wersja Logitech G35

## Podkładki pod mysz serii ‘G’
- Logitech G640, materiałowa
- Logitech G440, twarda
- Logitech G240, materiałowa

## Poprzednicy
- Logitech MX-500
- Logitech MX-510
- Logitech MX-518